# Villa Paul-Verlaine
Villa Paul-Verlaine är en återvändsgata i Quartier d'Amérique i Paris nittonde arrondissement. Gatan är uppkallad efter den franske poeten Paul Verlaine (1844–1896). Villa Paul-Verlaine börjar vid Rue Miguel-Hidalgo 9–13.

## Omgivningar
- Saint-François-d'Assise
- Impasse Grimaud
- Villa Rimbaud
- Villa Jules-Laforgue
- Villa Claude-Monet
- Villa Maurice-Rollinat

## Bilder
| - Paul Verlaine. - Villa Paul-Verlaine. - Gatuskylt. - Saint-François-d'Assise. |

## Kommunikationer
- Tunnelbana – linjerna  – Danube
- Busshållplats Rhin et Danube – Paris bussnät

### Webbkällor
- ”Villa Paul-Verlaine”. Mairie de Paris. https://web.archive.org/web/20150514031205/http://www.v2asp.paris.fr/commun/v2asp/v2/nomenclature_voies/Voieactu/7128.nom.htm. Läst 16 januari 2024.
- ”Villa Paul-Verlaine (19ème arrondissement)”. Les rues de Paris. https://web.archive.org/web/20160409092609/http://www.parisrues.com/rues19/paris-19-villa-paul-verlaine.html. Läst 16 januari 2024.